# Château de Ports (lieu-dit d'Hauteclaire)
 (février 2024).
La mise en forme du texte ne suit pas les recommandations de Wikipédia : il faut le « wikifier ».
Les points d'amélioration suivants sont les cas les plus fréquents. Le détail des points à revoir est peut-être précisé sur la page de discussion.
- Les titres sont pré-formatés par le logiciel. Ils ne sont ni en capitales, ni en gras.
- Le texte ne doit pas être écrit en capitales (les noms de famille non plus), ni en gras, ni en italique, ni en « petit »…
- Le gras n'est utilisé que pour surligner le titre de l'article dans l'introduction, une seule fois.
- L'italique est rarement utilisé : mots en langue étrangère, titres d'œuvres, noms de bateaux, etc.
- Les citations ne sont pas en italique mais en corps de texte normal. Elles sont entourées par des guillemets français : « et ».
- Les listes à puces sont à éviter, des paragraphes rédigés étant largement préférés. Les tableaux sont à réserver à la présentation de données structurées (résultats, etc.).
- Les appels de note de bas de page (petits chiffres en exposant, introduits par l'outil «  Source ») sont à placer entre la fin de phrase et le point final[comme ça].
- Les liens internes (vers d'autres articles de Wikipédia) sont à choisir avec parcimonie. Créez des liens vers des articles approfondissant le sujet. Les termes génériques sans rapport avec le sujet sont à éviter, ainsi que les répétitions de liens vers un même terme.
- Les liens externes sont à placer uniquement dans une section « Liens externes », à la fin de l'article. Ces liens sont à choisir avec parcimonie suivant les règles définies. Si un lien sert de source à l'article, son insertion dans le texte est à faire par les notes de bas de page.
- La présentation des références doit suivre les conventions bibliographiques. Il est recommandé d'utiliser les modèles {{Ouvrage}}, {{Chapitre}}, {{Article}}, {{Lien web}} et/ou {{Bibliographie}}. Le mode d'édition visuel peut mettre en forme automatiquement les références.
- Insérer une infobox (cadre d'informations à droite) n'est pas obligatoire pour parachever la mise en page.

Pour une aide détaillée, merci de consulter Aide:Wikification.
Si vous pensez que ces points ont été résolus, vous pouvez retirer ce bandeau et améliorer la mise en forme d'un autre article.
Le Château de Ports (appelé parfois le château de Hauteclaire), est un logis défensif rectangulaire datant des XIVe et XVe siècles, situé sur la commune de Ports-sur-Vienne.

## Histoire
Le fief de Ports, relevant jadis du château de Sainte-Maure, appartient au XIIIe siècle à Hugues Peloquin, premier seigneur qu'on lui connaît, vers 1242. 
Un registre de cens de Puygarreau indique, au XVe siècle, qu'un certain Huguet Muquetin le cède vers 1429 à Jean Barbin (1406-1469). Celui-ci est un important homme de loi, notamment conseiller au Parlement de Paris et l'un des juges de Jacques Cœur, qui posséda de très nombreux biens en Touraine et Poitou. La construction du château, estimée aux XIVe et XVe siècles, a dû connaître plusieurs évolutions sous la houlette de ces seigneurs.
Le fief entre dans la famille Gillier par Françoise Gillier (+1478), veuve de Jean Barbin qu'elle a épousé en 1432. Elle succède à son mari décédé le 22 novembre 1469. Une source atteste qu'elle est propriétaire de Ports en 1477. Morte le 13 mai suivant, ses biens passent à son neveu Pierre Gillier, qui devient seigneur de Marmande, Faye-le-Vineuse et Ports. 
Le fils de ce dernier, Joachim Gillier (1482-1535), seigneur de Marmande, Faye-le-Vineuse et Ports, épouse en 1509 Isabelle du Bueil, une ancêtre du poète Racan. D'après Carré de Busseroles il aurait vendu le château de Ports en 1527 à Charles Charlet, pour mille écus d'or ; cependant, un graffiti sur les murs du château atteste de la mort de Joachim Gillier en son domaine. Les archives de terriers démontrent que le château reste encore trois générations dans la famille Gillier jusqu'en 1627, date à laquelle le domaine passe aux Périon, par le mariage de Claude Gillier avec Philippe de Périon (+1655). Des alliances ont lieu par la suite entre les cousins des familles Gillier et Périon de sorte que le château appartient à ces deux familles durant quelque temps.
La famille de Périon, propriétaire du château depuis le XVIIe siècle, est progressivement ruinée, si bien qu'en 1708, Jean de Périon se voit saisir le château de Ports en très mauvais état, interrompant ainsi la transmission familiale.
En 1773, Jean Guillemot de l’Espinasse est seigneur de Ports mais il n'occupe pas le château. La vieille demeure est habitée par le fermier de la seigneurie, François Barboteau, le fils d'un sergent de la baronnie de Marmande. Il vit 30 ans au château, où il élève une nombreuse famille. Après la mort de sa femme, il se retire à la Jacquerie où il meurt en 1795. Comme tant d'autres fiefs défensifs devenus manoirs de villégiature ; après la Révolution, le château de Ports est transformé en exploitation agricole et peu à peu démoli et démantelé. Au Sud, et perpendiculairement au logis, existait une aile qui a été détruite et le mur d'enceinte a aujourd'hui presque totalement disparu. 
En 1966, le château est acquis à l'état de ruine par des artistes de la région.

## Architecture
Aux environs de 1429, Jean Barbin acquiert d'Huguet Muquetin le fief de Ports. D'après le bulletin de la Société Archéologique de Touraine, le château présente une certaine architecture militaire, avec ses meurtrières, qui peut faire pencher pour le XVe siècle ; mais le style de plusieurs ouvertures, la finesse des fenêtres à meneaux qui semble annoncer la Renaissance, le fait qu'un document ancien nous montre Françoise Gillier résidant à Puygarreau en 1452, laisse penser que Jean Barbin réservait le principal de ses soins au château de Puygarreau et que Ports a été reconstruit après lui par un neveu de sa femme, Pierre ou Joachim Gillier. Joachim Gillier laisse plusieurs témoignages de son attachement aux lieux qui pourraient laisser pencher l'attribution de la construction vers ce dernier.

La première mention de l'existence du château sur le fief de Ports provient peut-être de cet aveu du 15 mai 1517 à Renée de Fau, dame de Nouâtre, où Joachim Gillier (1482-1535), seigneur de Ports, rend hommage. Sa description permet d'estimer la période ad quem où fut construite la bâtisse (avant 1517) et rend ainsi compte de l'apparence du château dans ses premiers temps à la fin du XVe siècle et au début du XVIe siècle :
« pour son domaine, forteresse et hostel de Ports, ainsi qu'il est fortifié et emparé de tours, créneaux, arbalétriers, canonnières, foussés, avec que ses appartenances et dépendances esve, garenne, fuye, justice, juridiction haute, moyenne et basse... ». 
Le château est flanqué de plusieurs tours : celle du pignon Nord est carrée et percée de meurtrières et de petites lucarnes ornées d'un arc en accolade, elle contient des latrines et de petites salles. Elle était primitivement plus élevée mais cette dernière a perdu son couronnement. Des deux tours polygonales de la façade Ouest, la plus haute abrite un escalier à vis.  

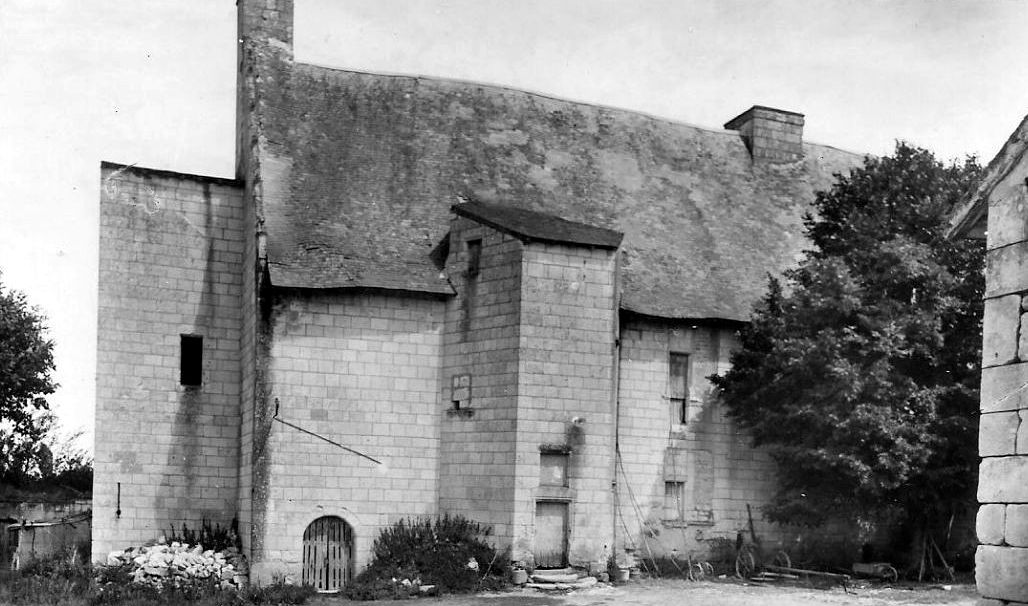
Le château de Ports-sur-Vienne, vers 1966 au début de sa restauration. La fenêtre de la tour du pignon nord qui était emmurée au début du XXe siècle a été rouverte. Les autres fenêtres sont toujours bouchées et la toiture est très dégradée.

En face du château, bien qu'arasée, une tour circulaire à fonction de pigeonnier subsiste. Estimée dater du XVIe siècle elle aurait été ajoutée après la construction du château ; il pourrait s'agir de la fuye mentionnée par Joachim Gillier en 1517. Au Sud et perpendiculairement au logis existait une aile qui a été détruite, comme on le voit sur une carte postale du début du XXe siècle ce qui a été confirmé lors de la sécheresse de 1976 qui a révélé les contours du bâtiment. Le mur d'enceinte a aujourd'hui presque totalement disparu. 
Quand en 1966, le château est acheté par des artistes de la région, il se trouve dans un état de délabrement inquiétant. Ce dernier menace de s'effondrer mais les artistes le sauve par d'importantes campagnes de restaurations menées et financées dans les années soixante-dix grâce à la vente de leurs œuvres d'art. Un soin tout particulier a été accordé au respect du bâti ancien ; comme le démontre la rénovation de la couverture exécutée à liaisons brouillées, notable car non originale mais remarquable par sa complexité technique et par la raréfaction des ardoises de Travassac sélectionnées pour réaliser cet ouvrage. Ce château est un exemple typique des fiefs de la région.

## Curiosités
Sur la façade orientale du corps de logis principal à hauteur d'homme sur une pierre de soubassement, on lit, soigneusement gravé, un graffiti rappelant la mort de Joachim Gillier, seigneur de Ports au début du XVIème siècle:
« Le 3 octobre 1535 ala [sic] à Dieu Noble homme messire Joachim Gilier [sic] »   
Des figures notables marquèrent probablement le château de Ports de leurs visites puisque Marie Babou (1524-?), dame de Ports en 1542, était la fille de Filbert Babou (1484-1557), surintendant des finances du roi et de Marie Gaudin (v.1490-?), première maîtresse de François Ier. Par ailleurs, Marie Gaudin était l'arrière-grand-mère de Gabrielle d'Estrées (1573-1599), maîtresse d'Henri IV, faisant de Marie Babou était donc sa grand-tante.
Claude Gillier, dame de Ports en 1627, serait enterrée dans l’église de Ports-sur-Vienne. Cependant, elle est peut-être confondue par les sources locales avec Damoiselle Claude de Villars, épouse de Jacques Deffray, sieur de la Boutière (ancien nom du Boucaire) décédée en 1655, dont la plaque funéraire est bien visible en l'Eglise Saint-Martin-de-Ports.

## Toponymie
Le château de Ports est parfois appelé Haute Clair ou Hauteclaire. A ne pas confondre avec le lieu-dit de Haute-Claire, ancienne ferme seigneuriale située sur les hauteurs de Razines, ayant appartenu aux seigneurs de Razines et destinée à alimenter leur château de Chargé. En effet, plusieurs générations de seigneurs de Ports furent également seigneurs de Marmande et de Faye-la-Vineuse, terres attenantes à Razines, puisqu'en 1565, Marie Gaudin, dame de La Bourdaisière et veuve de Filbert Babou, surintendant des finances de François Ier, achète le fief mouvant de Chargé-Artigny,, se rapprochant de sa fille Marie Babou (1524-?), dame de Ports par son mariage en 1542 avec Bonaventure Gillier (1514-1584), maître d’hôtel du roi, seigneur des fiefs de Faye-la-Vineuse, de Marmande et de Ports. Malgré ces alliances, il n'existe a priori pas de lien entre les terres de Ports et de Chargé où se trouve la ferme seigneuriale de Haute-Claire, et l'homonymie quelquefois donnée au château de Ports,. D'après des sources locales, ce surnom fut donné au château dans la seconde moitié du XXe siècle en référence à Hauteclaire : l'épée mythique du chevalier Olivier dans la chanson de Roland. Un jeu de mots à propos car la demeure est, de fait, haute et claire, de par la couleur blanche du tuffeau, la pierre crayeuse typique de la Touraine.